# Moniak
Moniak est une île de l'atoll d'Ebon, dans les Îles Marshall. Elle est située au nord-est de l'atoll et est inhabitée.